# قائمة متاحف لبنان
تهتم لبنان بالمتاحف والفنون والآثار، وتوجد فيها العديد من المتاحف، ومن أهمها المتحف الوطني اللبناني (متحف بيروت)، الذي يهتم بعرض الآثار التي تمثل الحقب التاريخية المهمة في تاريخ لبنان مثل الآثار الفينيقية واليونانية والرومانية، والفتح العربي حتى العصر المملوكي.

## قائمة المتاحف
| ت  | الاسم                                  | الصورة | التأسيس أو التشييد أو الافتتاح | معلومات | مرجع                 |
| -- | -------------------------------------- | ------ | ------------------------------ | --- | -------------------- |
| 1  | متحف بيروت الوطني                      |        | 1937                           | يضم مجموعة قطع أثرية غنية جداً (نواويس، فسيفساء، مجوهرات، قطع نقدية،خزف، أسلحة) تعود إلى فترة ما قبل التاريخ، والعصور: البرونزي، الحديدي، والهلنستي، الروماني، والبيزنطي، وفترة الفتح العربي حتى العصر المملوكي. وفي المتحف ثلاثة طوابق، وقاعة للمرئي والمسموع ومتجر. بيروت، ساحة المتحف. | [ 2 ] [ 3 ]          |
| 2  | متحف الجامعة الأميركية في بيروت        |        | 1868                           | هو متحف متكون من مجموعة متاحف تحتوي على مجموعة أثرية متنوعة، يقع في بيروت على شارع بلس، الجامعة الأميركية في بيروت. | [ 4 ] [ 5 ]          |
| 3  | متحف عجائب البحار                      |        | 1996                           | هو بيت تراثي قديم يعود إلى القرن الثامن عشر، يقدم أصداف وأسماك من مختلف الأحجام والأنواع والألوان ومن بلدان عدة، وتوجد أنواع مختلفة من الحيوانات البحرية اللافقرية (الإسفنج، السرطان، المرجان، قنفذ البحر..)، وغرفة خاصة لعرض أفلام عن مخلوقات البحار، وحوض كبير للمياه المالحة، حيث يرى الزائر عن كثب أضراس سمكة القرش، وتفاصيل عن جسم السمكة وآلات الملاحة القديمة وأدوات في العصور السالفة، وكيف كان الغوص قديماً محفوفاً بالأخطار.                      |                      |
| 4  | المتحف اللبناني للحياة البحرية والبرية |        | 2001                           | هو متحف للأحياء البحرية والبرية ومتعلقاتها ويضم أنواع مختلفة منها. تأسس هذا المتحف على يد جمال يونس، طبيب تقويم الأسنان لبناني وغطاس، الذي قاده شغفه إلى جمع أنواع هائلة من الحيوانات البحرية الخاصة بمياه البحر الأبيض المتوسط، وفيه مجموعة معروضات بحرية، نحو 25 نوعاً من أسماك القرش في البحر الأبيض المتوسط، و30 صنفاً من نجوم البحر، إلى الحياة البحرية، ومجموعة حيوانات وطيور. تديره مؤسسه الدكتور جمال يونس. صور، البوابة، مقابل نادي الإمام السابق. | [ 6 ]                |
| 5  | متحف قصر دبانة                         |        | 1721                           | هو في الأصل منزل سكني، يرقى إلى عام 1721، وهو فريد بهندسة مستوحاة من الهندسة العثمانية العربية، ويعطي صورة تاريخية عن مدينة صيدا القديمة، وفيه قطع قديمة وكتابات ومخطوطات، يقع في شارع المطران بصيدا. | [ 7 ]                |
| 6  | متحف جبران                             |        | 1935                           | القائم في إحدى أديرة بشري ويضم مجموعة كبيرة من مخطوطات الفيلسوف والشاعر والفنان اللبناني جبران خليل جبران ولوحاته، يقع في بلدة بشري، لبنان الشمالي. | [ 8 ]                |
| 7  | متحف أمين الريحاني                     |        | 1953                           | في الفريكة، افتتح عام 1990 ويضم تراث وأعمال أمين الريحاني. | [ 9 ] [ 10 ]         |
| 8  | متحف الصابون                           |        | 2000                           | هو منزل آل عودة، يعود تاريخ بنائه إلى القرن السابع عشر، تم تحويله سنة 2000 إلى متحف للصابون، ويعرف على طرق صناعة الصابون وتاريخ صناعته من حلب إلى نابلس مروراً بطرابلس. صيدا، حارة عودة، شارع المطران. | [ 11 ] [ 12 ] [ 13 ] |
| 9  | قصر سرسق                               |        | 1961                           | هو متحف الفن الحديث في لبنان، بين 1961 واليوم نظّم الكثير من المعارض، منها معارض الخريف لأعمال عدد كبير من الفنانين اللبنانيين والعالميين. وفيه مجموعة قطع وأعمال فنية إسلامية. يقع في بيروت، الأشرفية، شارع سرسق. | [ 14 ]               |
| 10 | متحف جبيل الأثري                       |        | 1991                           | يعرض صورة عن الأعمال التقنية في المدينة منذ ما قبل التاريخ حتى القرون الوسطى، بلوحات تفصيلية وقطع أثرية مطابقة لكل فترة، إضافة إلى لوحات عن الحياة اليومية للسكان القدامى. | [ 15 ]               |
| 11 | متحف بعلبك                             |        | 1988                           | أفتتح في العيد المئوي لزيارة الإمبراطور غليوم الثاني إلى بعلبك، توجد فيه تماثيل وقطع أثرية ومعلومات عن الحقبة البرونزية والهلنستية والرومانية، ومعرض صور قديمة للألماني هرمن بوركاردت. | [ 1 ]                |
| 12 | متحف قصر بيت الدين                     |        | 1788- 1818                     | يعرض مجموعة قطع بين الحقب الفينيقة والقرن التاسع عشر. قيه متحف أسلحة وملابس ومجوهرات ومجموعة فريدة من الفسيفساء البيزنطية. | [ 16 ]               |
| 13 | متحف التراث اللبناني                   |        | 2003                           | فيه قطع أثرية من خمسة عصور: الفينيقي، الهلنستي، الروماني، والبيزنطي والإسلامي، إلى قطع من القرنين ال 19 وال 20، وفيه قاعة باسم يوسف بك كرم.جونية، مبنى التلفريك. |                      |
| 14 | متحف الشمع في جبيل                     |        | 1967                           | فيه تماثيل شمع ومشاهد من الحياة اليومية من الحضارة الفينيقية إلى لبنان الحاضر. جبيل، شارع مار يوحنا مرقس. |                      |
| 14 | متحف ماري باز                          |        | 1995                           | فيه 85 تمثال شمع لوجوه لبنانية شهيرة. بلدة دير القمر، قضاء الشوف، جبل لبنان. |                      |
| 16 | متحف المشاهير                          |        |                                | فيه 50 تمثالاً بالسيليكون لمشاهير سياسيين وفنانين، بعضها يتحرك ويتكلم، وبعضها يغني. زوق مصبح، طريق جعيتا. | [ 17 ]               |
| 17 | كوكب الاكتشاف أو المتحف العلمي للأولاد |        |                                | مخصص للتفاعل والتعليم، وللأولاد بين ثلاث سنوات و15 سنة. بيروت شارع عمر الداعووق. |                      |
| 18 | متحف الحرير بسوس                       |        | 2002                           | هو أحد أقدم معالم الحرير في لبنان، وهو يعرض تاريخ وكيفية صنع الحرير الذي كاد يغرق في النسيان. بسوس، عاليه. |                      |

## متاحف أخرى
1. معلم مليتا للسياحة الجهادية وهو متحف مفتوح عن المقاومة اللبنانية قرب جرجوع في جنوب لبنان.
2. متحف كيليكيا للكاثوليك الأرمن في انطلياس.
3. متحف ما قبل التاريخ في جامعة القديس يوسف في بيروت.
4. متحف التراث اللبناني في جونية مبنى التلفريك.
5. متحف روائع البحر في المتن – جديدة المتن.
6. متحف روبير معوض الخاص، زقاق البلاط. شارع الجيش.
7. متحف كاتدرائية القديس جاورجيوس ، ساحة النجمة، بيروت.
8. المتحف العلمي للطيور والفراشات والحيوانات، دير مار ضومط للأباء الكرمليين. القبيات. قضاء عكار.
9. معتقل الخيام، بلدة الخيام، الجنوب اللبناني.
10. متحف «ارام بزيكيان» لايتام الإبادة الأرمنية، -عش العصافير- جبيل
11. متحف النابو في البترون.[18]